# Assunzione della Vergine (Moretto)
L'Assunzione della Vergine è un dipinto a olio su tela (472x310 cm) del Moretto, databile al 1524-1526 e conservato nel Duomo vecchio di Brescia, come pala dell'altare maggiore.
Si tratta del grande capolavoro giovanile dell'autore, che segna definitivamente il passaggio, dopo la decorazione della cappella del Santissimo Sacramento nella chiesa di San Giovanni Evangelista a Brescia, dal periodo di formazione giovanile alla maturità artistica. L'opera ha avuto una larghissima fortuna nel mondo della critica e anche nella scuola bresciana, diventando un vero modello sia per la maggior parte delle composizioni successive sullo stesso tema, sia per le sue modalità stilistiche.

## Storia
Il dipinto viene pagato al pittore, secondo il Liber bollettarum dell'Archivio del Duomo, il 5 novembre 1526. Nella nota si fa inoltre espresso riferimento al contratto di esecuzione, non giunto fino a noi, rogato nel 1524: il dipinto è stato pertanto eseguito fra queste due date. Pietro Da Ponte, nel 1898, informa che tra il 1840 e il 1850, in occasione di alcuni lavori di restauro nel presbiterio del Duomo, "una mattina si trovò tagliata fuori di netto la testa [di san Pietro]. Non fu possibile di conoscere il reo del barbarico atto e tanto meno di ricuperare il prezioso frammento. Alessandro Sala, l'erudito autore della Guida e pittore, cercò di riparare come poteva meglio al danno, rifacendo la testa di memoria". La notizia è sostanzialmente esatta, ma nel 1942, quando la tela viene rimossa per ripararla dagli eventi bellici della seconda guerra mondiale, Camillo Boselli ne esamina accuratamente il retro e constata che il rifacimento del Sala, e quindi il taglio originale, era ben più vasto di quanto avesse lasciato supporre il Da Ponte: l'innesto della nuova tela "taglia a metà la faccia di san Pietro seguendo la linea orecchio-barba-orecchio; segue poi quasi per intero il lembo del mantello di Pietro per terminare ai suoi piedi. Quindi tutta la figura deve ritenersi rifatta". Lo stato della tela rimane immutato ancora oggi.

## Descrizione
Il dipinto raffigura il tema dell'Assunzione di Maria, al quale è dedicato il Duomo. La raffigurazione si presenta nettamente divisa su due livelli: in quello superiore è posta Maria, fra nuvole e angeli, mentre sta salendo al cielo verso la forte luce che viene dall'alto. Le vesti sono gonfie e mosse dal vento, circondate dal lungo velo bianco che le copre i capelli. Nel livello inferiore, invece, sono presenti i dodici apostoli in atteggiamento di forte stupore e devozione. Fra i due ordini, sullo sfondo degli apostoli, si colloca un breve tratto di cielo azzurro, con nuvole in lontananza.

## Stile
L'opera è da considerarsi il grande capolavoro giovanile del Moretto, che segna il passaggio fra le prime esperienze formative e la maturità artistica. Ebbe subito grande fortuna nel panorama critico e artistico, rimasta poi invariata nei secoli successivi: Francesco Paglia, nel suo Giardino della Pittura, la indica come opera insigne, "con sì gran maestà espressa che fa inarcar le ciglia", mentre Giulio Antonio Averoldi ne coglie i valori prospettici e plastici, così come il senso di compiuta spazialità in un contesto che rischia di apparire affollato e chiuso: "gli Apostoli [...] vanno sì bene degradando, onde appaiono appoggiati, non dipinti; e l'aria sotto le nubi mostrante ciel sereno, andando mirabilmente indietro fa risaltare le figure tutte". Pompeo Molmenti, nel 1898, pone in confronto questa tela con la quasi coeva Assunta di Tiziano nella basilica di Santa Maria Gloriosa dei Frari a Venezia, scrivendo che mentre in quest'ultima "la plastica seduzione e la gloria materiale della Madonna, gli angeli stupendi che si agitano giocondi fra le nubi, gli apostoli pieni di vita e di movimento, abbagliano l'occhio del riguardante, costretto ad ammirare quel genio potente", nella pala del Moretto "dinnanzi alla Vergine, assorta in certa espressione languida come di sogno, e a tutta la scena rappresentata dal giovane e modesto artefice bresciano non tumultuosi sentimenti si svegliano in core, ma una emozione profonda, tranquilla". György Gombosi, nel 1943, esamina invece con più attenzione le opere del quinquennio 1521-1526, dai lavori nella cappella del Santissimo Sacramento nella chiesa di San Giovanni Evangelista a Brescia a questa Assunzione, trovando che, nell'arte del Moretto, "gli studi di forma non sono ancora giunti ad esiti costruttivi tranquillizzanti, soprattutto quando si tratta di masse in movimento: l'effetto è quello di squilibrio. Vistosamente imperfetto è il gruppo degli apostoli: manca ogni linea riassuntiva, manca il principio ordinatore; appariscenti sono gli innumerevoli, ingiustificati motivi di scorcio". Gaetano Panazza e Camillo Boselli, alla mostra sulla pittura bresciana del 1946, riaffermano l'importanza capitale dell'opera, sia per il Moretto, sia per la scuola bresciana: "per il pittore, poiché, essendo sicuramente databile attraverso le polizze di pagamento, nel puntualizzare un momento interessantissimo: il passaggio dalla sua giovinezza in quello che si suol chiamare periodo della maturità; per la scuola bresciana poiché diviene il prototipo a cui tutti, dagli allievi diretti del Bonvicino al Marone [...] si rifanno". In un successivo studio del 1954, il Boselli tornerà a considerare l'alto valore del dipinto, concludendo che "l'Assunta è qui tutta, i dodici apostoli potevano anche non esserci che il quadro sussisterebbe egualmente nei suoi valori compositivi, un complemento e nient'altro, dato che Maria è fuori dai loro sguardi avvolta nella luminosità di quelle nubi che per essi sono opache".